# Distelplein
Het Distelplein is een plein in Amsterdam-Noord.

## Geschiedenis
Tot 1851 was het gebied water en werd in 1851 door inpoldering de Buiksloterham en viel bestuurlijk onder de gemeente Buiksloot. De polder was voor een klein gedeelte in gebruik bij landbouw- en veeteeltbedrijven. De 200 hectare grote polder bleef verder afgezien van enkele grote baggerstortplaatsen decennialang grotendeels leeg. In 1877 werd de Buiksloterham na een langdurige poging door Amsterdam geannexeerd en bestemd voor de gewenste verplaatsing van gevaarlijke en hindergevende bedrijven uit de overvolle stad. Een ander deel van de polder werd gebruikt voor woningbouw zoals Disteldorp.

## Plein
Het plein maakt deel uit van het Disteldorp, dat in 1918/1919 volgebouwd werd met kleine arbeiderswoninkjes. Die waren bestemd voor de vele arbeiders die nodig waren bij het economisch herstel na de Eerste Wereldoorlog. Het waren in principe noodwoningen die voor een korte tijd gebruikt zouden worden totdat betere huisvesting gereed kwam. Dat zou er echter nooit van komen. Alhoewel er regelmatig sloopplannen voor dit complex werden ingediend bleven de huisjes staan en het Disteldorp als geheel werd in de 21e eeuw tot gemeentelijk monument verklaard, zo ook de woningen aan het plein. De woningen bestaan uit één bouwlaag met daarop een puntdak afgewerkt met dakpannen soms met een chaletachtige consoleconstructie. Opvallend voor de hele wijk zijn de houten beklampingen van de bovenzijde van de woonetage en de puntgevel. 
Het plein en complex maken deel uit van de Van der Pekbuurt, vernoemd naar architect Jan Ernst van der Pek. Die had hier geen bemoeienis mee, de woningen zijn ontworpen door Berend Tobia Boeyinga, die mede door deze buurt een straat in Amsterdam-Noord naar zich vernoemd kreeg. Net als meerdere straten en pleinen in de Van der Pekbuurt werden straten en plein vernoemd naar een plantensoort, dit maal de Distel. Die naam werd gebruikt in allerlei variaties binnen de straatnamen. Het plein werd daarbij een inham aan de Distelweg, een plein van 65 bij 22 meter achter een groenstrookje.  
De straatnummering is in deze buurt niet altijd even consequent toegepast. Zo bevindt de ingang van Distelweg 38 zich aan het plein en niet aan de weg. Bij andere hoekpanden geldt hetzelfde; ze staan aan het plein, maar kregen een nummer aan een straat of staan aan een straat en kregen een nummer aan het plein.
Aan de zuidkant van het plein ligt een putdeksel uit het kunstproject Friendly fire.

## Verdwenen inrichting
De huizen bleven weliswaar, maar het plein werd diverse keren opnieuw ingericht. Zo was hier in de jaren zestig en zeventig een symmetrisch speelobject te gebruiken naar ontwerp van Aldo van Eyck; deze stellage van duikelrekken in combinatie met een toren werd begeleid door een zandbak in de traditionele vorm van een zeshoek met daarbinnen een ronde zandbak. Deze objecten konden overal in de stad aangetroffen worden, maar verdwenen net zo goed weer in de jaren daaropvolgend. Ook stond hier toto 1960 een brandmelder van Pieter Lucas Marnette.

## Afbeeldingen

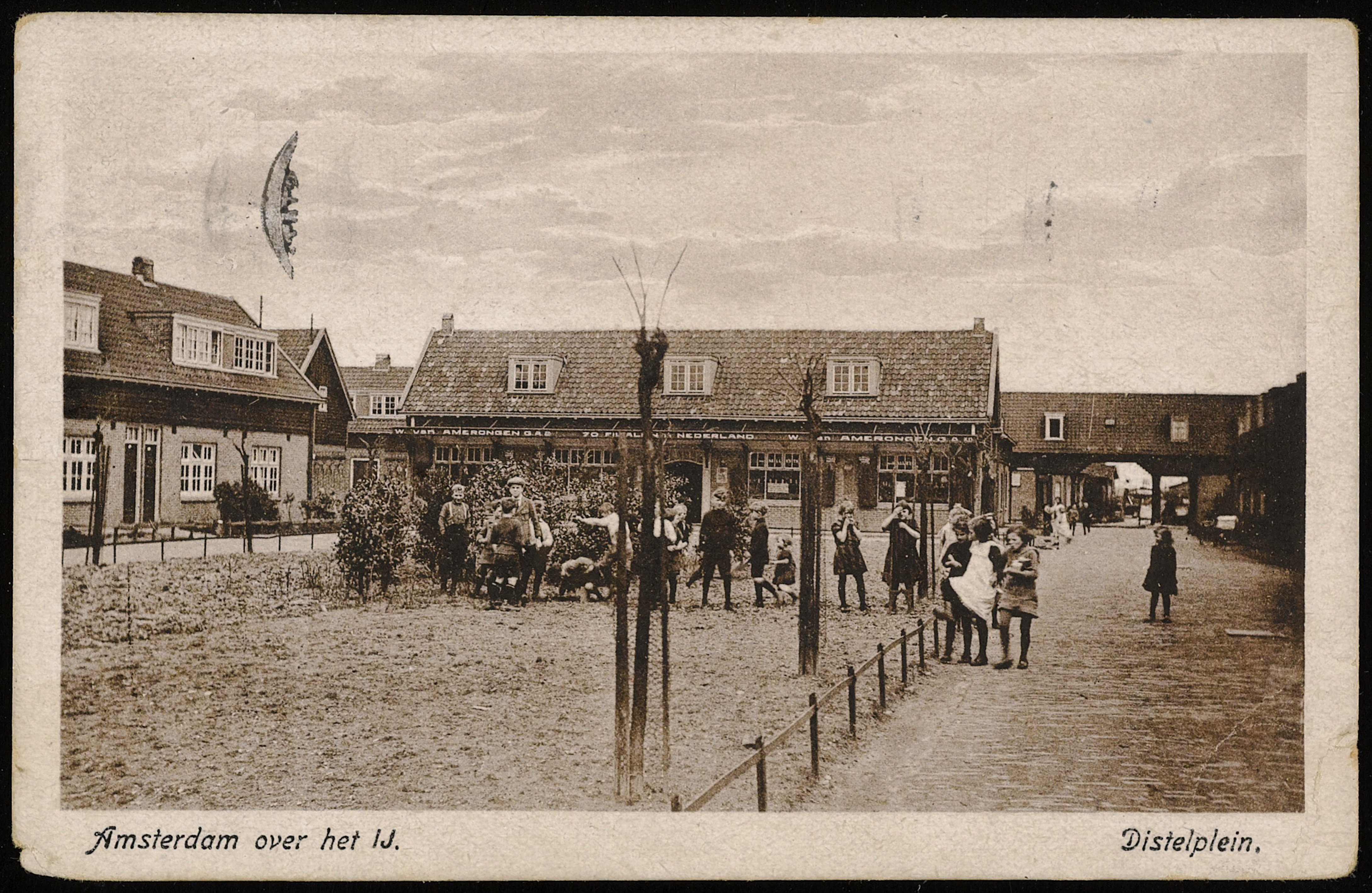
Distelplein circa 1930
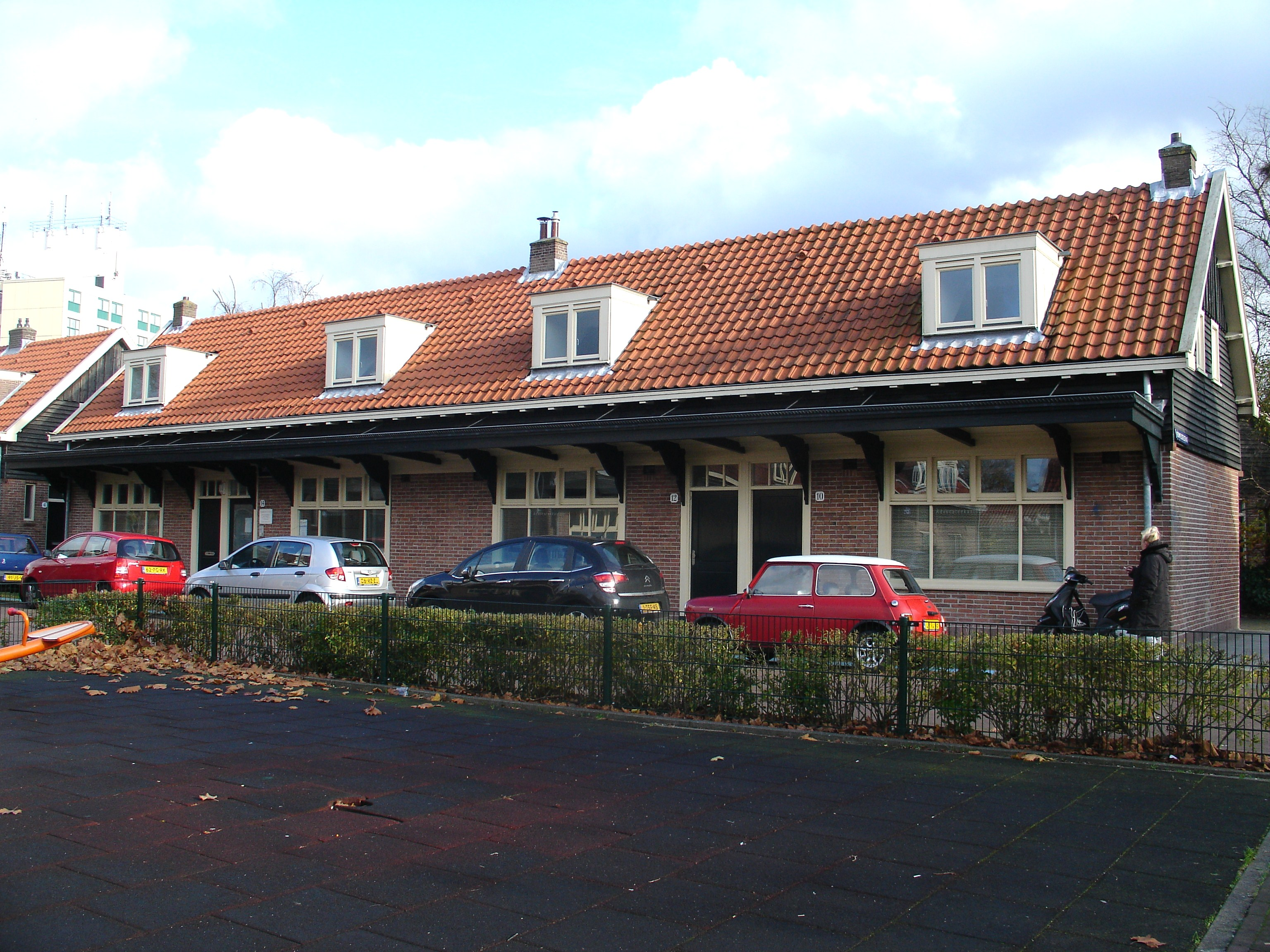
Distelplein 10-14 in 2015
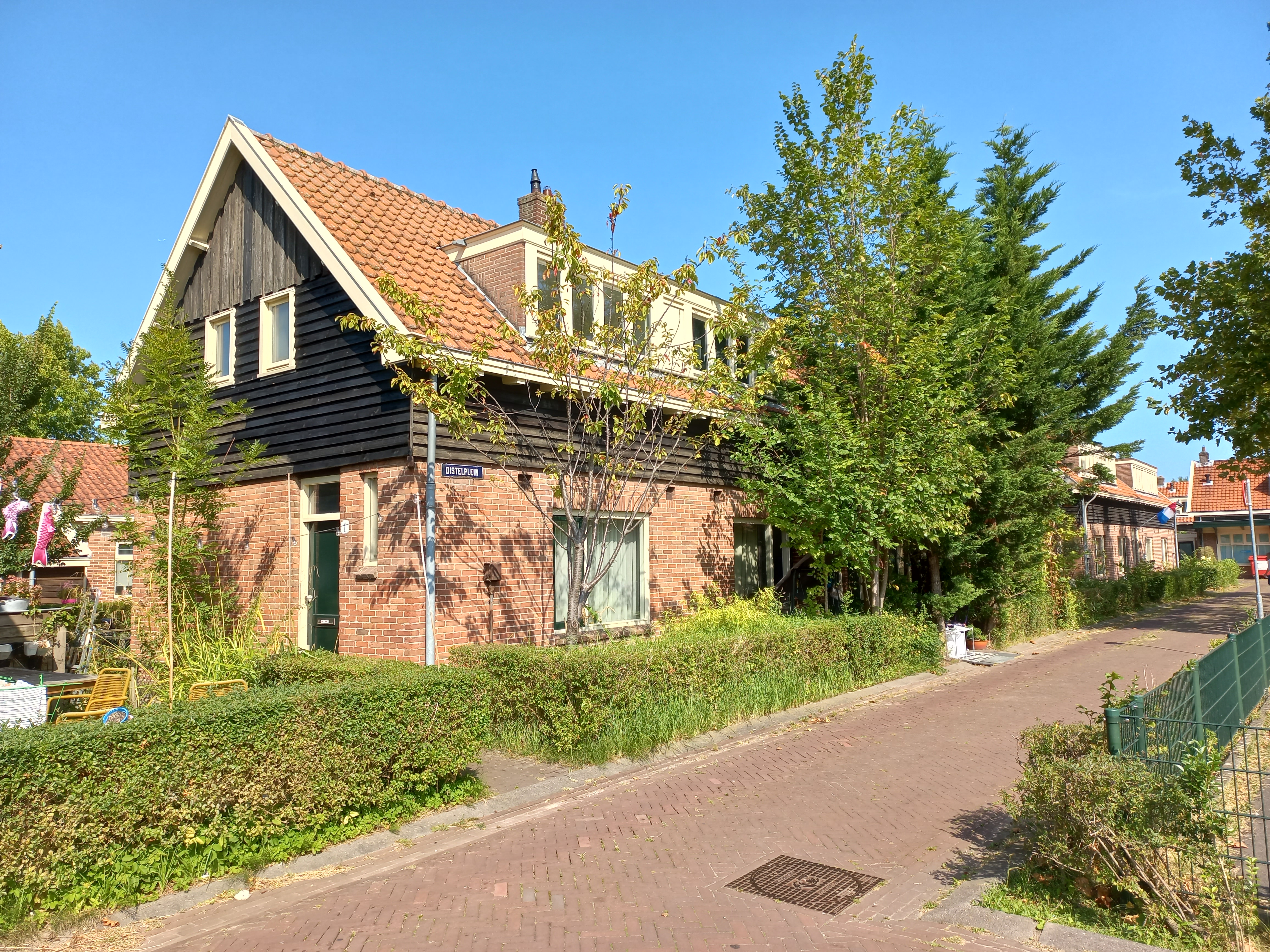
Distelplein 2-15 in 2024